# Formă

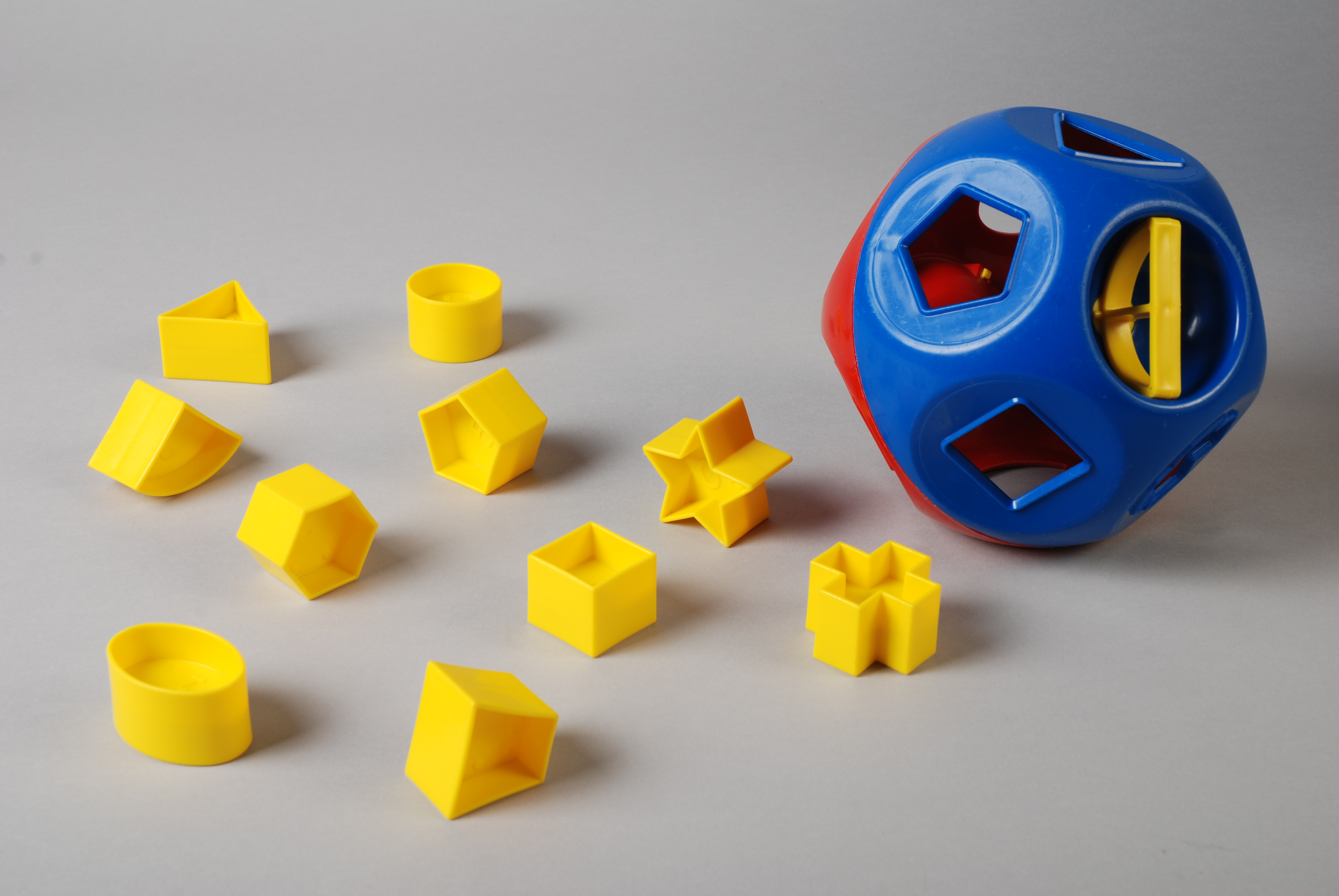
O jucărie pentru copii folosită pentru învățarea diverselor forme

O formă sau figură este forma unui obiect sau a marginii sale exterioare, a conturului sau a suprafeței exterioare, spre deosebire de alte proprietăți precum culoare, textură sau tip de material.
O formă plană, formă bidimensională sau formă 2D (figură plană, figură bidimensională sau figură 2D) este necesar să fie cuprinsă într-un plan, spre deosebire de formele spațiale.

## În geometrie

Forme geometrice bidimensionale: paralelogram, triunghi și cerc

Forme geometrice tridimensionale: piramidă, bilă și cub

O formă geometrică este informația geometrică care rămâne când poziția, scara, orientarea și reflexiile sunt eliminate din descrierea unui obiect geometric. Adică, rezultatul mișcării unei forme, măririi, rotirii sau reflectării ei într-o oglindă este aceeași formă ca și a originalului, nu o formă distinctă.
Multe forme geometrice bidimensionale pot fi definite printr-un set de puncte sau vârfuri și drepte care leagă punctele într-un lanț închis, precum și punctele interioare rezultate. Astfel de forme se numesc poligoane, cum sunt triunghiurile, pătratele și pentagoanele. Alte forme pot fi mărginite de curbe, cum ar fi cercul sau elipsa.
Multe forme geometrice tridimensionale pot fi definite printr-un set de vârfuri, drepte care leagă vârfurile și fețe bidimensionale mărginite de acele drepte, precum și de punctele interioare rezultate. Astfel de forme se numesc poliedre, cum sunt cuburile și piramide, cum ar fi tetraedrele. Alte forme tridimensionale pot fi delimitate de suprafețe curbe, cum ar fi sfera sau elipsoidul.
Se spune că o formă este convexă dacă toate punctele de pe un segment de dreaptă între oricare dintre două puncte ale sale fac parte, de asemenea, din formă.